# روبرت إي. روز
روبرت إي. روز (بالإنجليزية: Robert E. Rose)‏ هو محامي وقاضي وسياسي أمريكي، ولد في 7 أكتوبر 1939 في الولايات المتحدة. حزبياً، نشط في الحزب الديمقراطي.